# Potez
Potez désigne les entreprises créés par Henry Potez à partir de 1919, principalement dans l'industrie aéronautique. Potez est l'avionneur français le plus important des années 1930.

## Historique

### Avant-guerre

#### Origines
Lors de la Première Guerre mondiale, Henry Potez et Marcel Bloch (qui prendra par la suite le nom de Marcel Dassault) font leurs premiers pas dans l'industrie en créant en 1915 L'Hélice Éclair, hélicier qui se hisse rapidement dans les premiers rangs puis en 1916 la Société d'études aéronautiques qui construit le SEA IV commandé à 1 000 exemplaires.
Une fois la guerre terminée, Marcel Bloch revend ses parts à Potez qui reste seul dans l'industrie aéronautique.

#### Les aéroplanes/avions Henry Potez
Initialement installé à Aubervilliers puis à Levallois-Perret, l'entreprise déménage à Méaulte (Somme) en 1925 dans la « la plus grande usine d'aéronautique du monde ».
La société connaît un premier succès en 1921 avec le Potez XV construit à plus de 400 exemplaires puis en 1924 avec les plus de 3 600 Potez 25 et dérivés vendus dans le monde entier. Ce dernier modèle assure l'assise financière et industrielle de Potez.
La société des avions Henry Potez produit des avions militaires (principalement d'observation), des avions de tourisme et de transport.
En 1923, Potez rachète Anzani qui devient le département moteur de la société des avions Potez.

#### Potez-CAMS: les hydravions
En 1930, la Société des Avions Potez se lance dans la conception de son premier hydravion (Potez 45) pour répondre à un appel d'offres lancé par la marine d'un biplace de reconnaissance. Potez rachète aux Ateliers d'aviation François Villiers (en faillite) les terrains au bord de l'étang de Berre à cette même époque.
En septembre, Potez rachète les Chantiers aéro-maritimes de la Seine (CAMS) emportés par la débâcle de la Société Générale Aéronautique. La CMAS dispose d'un bureau d'études aux compétences reconnues dans les hydravions (dirigé par Maurice Hurel), d'usines à Sartrouville et Berre-Vitrolle (voisin de Villiers) et d'un atelier de chaudronnerie à Saint-Denis. L'entreprise CAMS devient Potez-CAMS mais conserve son bureau d'étude autonome.

#### Potez Aéro-Service: l'aviation civile
Le développement de l'aviation de tourisme crée des besoins en infrastructures auxquels les constructeurs (et Potez au premier rang) contribuent. En 1933, l'entreprise détient 5 stations-service (Méaulte, Orly, Berre, Courbevoie, Le Fayet). La distribution de primes à l'achat par le gouvernement français amène Potez en 1935 à regrouper cette activité dans une filiale afin de commercialiser ses avions à destination des particuliers et d'offrir les services associés (station service & réparation).
Entre 1930 et 1935, Potez est ainsi le principal bénéficiaire des primes gouvernementales à l'achat (suivi de près par Caudron). En 1935, Potez Aéro-Service détient 10 stations-services (dont la plus grande à Orly) et 7 écoles de pilotage qui comportent respectivement 39 et 7 avions. La société se développe en exploitant des lignes aériennes non subventionnées (Bordeaux-Marseille-Nice-Bastia) et monte jusqu'à 21 stations-services.
En 1937, l'arrêt des primes à l'achat et l'exploitation déficitaire de la ligne déjà réduite au seul Nice-Bastia met fin à la société qui est liquidée. Seule survit Orly sous le nom de Paris Aéro-Service.

#### La politique de concentration: vers une position dominante
En contrepartie de la politique des prototypes, Albert Caquot souhaite que les constructeurs se regroupent pour rationaliser la fabrication. Ainsi, Potez s'associe avec Marcel Bloch revenu entre-temps dans l'aéronautique pour créer Bloch-Potez-CAMS. La nouvelle société est chargée de commercialiser les avions mais les bureaux d'études, usines, et sociétés restent morcelés et éparpillés.
« [Les groupes] furent dirigés non comme des centres de production conquérants mais comme des instruments commode de captation de commandes publiques qu'on exécutait lentement. De ce dévoiement des groupes, Henry Potez et Marcel Bloch furent les artisans les plus incontestables » (Chadeau 1987, p. 225).
En 1933, le dépeçage de la Société générale aéronautique (SGA) permet à Potez de racheter CAMS et Les Mureaux & Bloch de reprendre Motobloc et des quelques usines SAB, grâce à des montages financiers alambiqués. En 1934, Potez & Bloch créent la Société des Moteurs et Automobile de Lorraine (SMAL) pour racheter l'ancienne Lorraine-Dietrich (qui le cœur de SGA). En janvier 1935, ils créent la Société aéronautique du Sud Ouest (SASO) pour exploiter Motobloc.
Le groupe est donc constitué d'une kyrielle d'entreprises toutes liées entre elles par des accords formels ou informels. Les usines sont peu spécialisées pour passer d'une production à l'autre (Méaulte produit aussi des bombardiers Bloch 200 et Potez 25 que des avions de tourisme Potez 39) et les séries sont réparties entre les sites (de 1937 à 1940, alors que Méaulte pouvait absorber la production de Potez 63, Potez en sous-traite une partie à ANF Les Mureaux).
La position dominante de Potez-Bloch-CAMS, leur permet d'imposer des hausses de prix, suivies bien entendues par le reste du marché. De 1932 à 1937, 57 % des commandes d'avions de l'État mais les avions livrés représentent entre 28 % et 38 % de la production annuelle.

#### Nationalisation
Face à l'échec de la politique de concentration, et devant la menace que représente le réarmement allemand, l'État lance en 1936 la nationalisation de l'industrie aéronautique française. Les usines Potez de Méaulte et Sartrouville sont reprises par la Société nationale des constructions aéronautiques du Nord (SNCAN) tandis que l'usine de Berre est rattachée à la Société nationale des constructions aéronautiques du Sud-Est (SNCASE). Le département moteur et le bureau d'études ne sont pas concernés par l'opération.
La nationalisation se révèle être une excellente affaire pour Bloch & Potez : à deux, ils reçoivent 61 % des indemnités versées lors de l'opération tout en restant à la tête de leurs usines nationalisée (augmentée des dépouilles de ses concurrents). Par ailleurs, ils conservent leurs bureaux d'études et usines de prototype respectifs (auxquels ils ont capacité de passer commande en tant qu'administrateurs délégué des SNCAN/SNCASO). Ils sont également resté propriétaires de terrains des usines nationalisées et les nationales leur versent un loyer à ce titre.
Les contrats restent également propriété de Bloch & Potez et donnent lieu à versement de royalties. Une convention leur accorde une redevance pour les constructions sous licence plus élevée que celle perçue par les autres constructeurs. À ce titre, Bloch et Potez reçoivent respectivement 27 et 25 millions en 1937 et autant en 1938. En septembre 1939, ils renoncent cependant aux avantages de leurs contrats de royalties.
Enfin, la nationalisation de SMAL pour créer une Société nationale de construction de moteurs (SNCM) soulève quelques questions qui restent sans réponse : seule une partie des machines de l'usine d'Argenteuil est concernée, le décret de nationalisation intervient tardivement et met plusieurs années à se mettre en œuvre (temps pendant lequel aucun moteur ne sort), des stocks déjà payés par l'État sont inclus dans l'indemnisation. In fine, Bloch & Potez sont indemnisés en 1936 de 108 millions de francs (plus 13 millions dû à un paiement tardif faute de crédit) pour des actifs qui leur avaient coûtés 25 millions deux ans auparavant.

### Après-guerre
Au sortir de la Seconde Guerre mondiale, le groupe est en lambeaux, les usines sont détruites, les équipes sont dispersées. Seul subsiste le laboratoire d'études de moteurs à Suresnes qui a réussi à continuer ses travaux pendant l'Occupation. Contrairement à Marcel Dassault (anciennement Bloch), il ne bénéficie pas de l'appui du ministre de l'air communiste Charles Tillon. Ce dernier s'oppose quand Potez propose de reprendre les usines Latécoère de Toulouse.

#### SEMAP/Département chauffage
En 1947, Henry Potez fait développer un modèle de poêle au mazout inspiré d'un équipement qu'il avait découvert lors d'un voyage aux États-Unis quelques années auparavant. Il crée une usine à Dreux de poêles et de cuisinières : la Société d'équipements et matériels auxiliaires Potez (SEMAP). En 1961, Potez fournit les 2/3 du marché français. 800 personnes sont employées à Dreux. En 1963, Potez ouvre une usine à Galway (Irlande).

#### Moteurs
La société Potez renaît sous le nom de Société des moteurs Henry Potez. L'usine de Suresnes (rue Jean-Jacques-Rousseau) permet de concevoir et produire des moteurs de petite et moyenne puissance sur 6 000 m2 (11 900 m2 avec l'annexe de Saint-Cloud). En 1950, la SNECMA (qui avait absorbé la SNCM pendant la guerre) revend l'ancienne usine Lorraine d'Argenteuil (60 000 m2) à ses anciens propriétaires Marcel Dassault (anciennement Bloch) et Henry Potez.

#### Avions

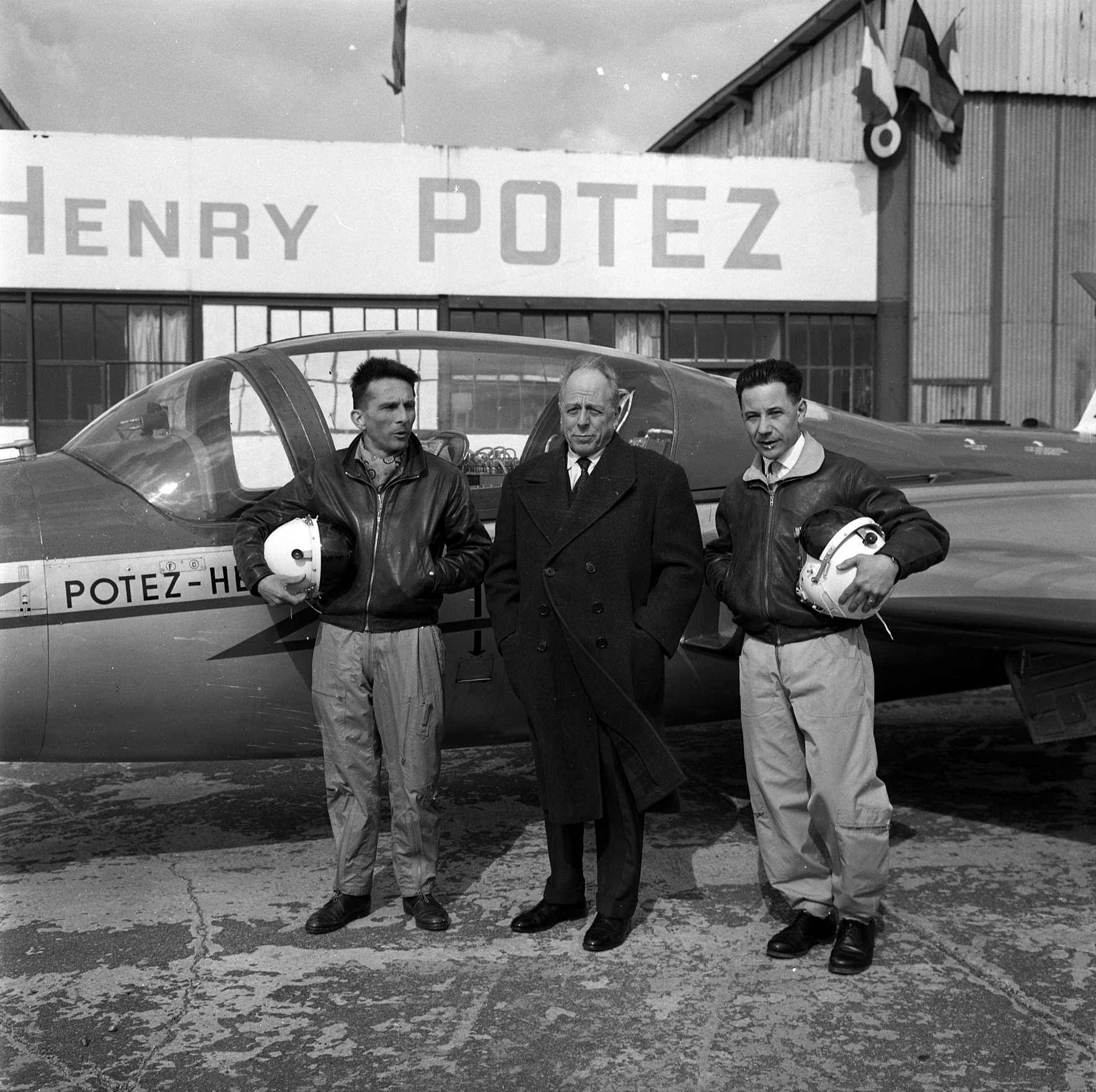
Henry Potez et Jacques Grangette le 22 mars 1962 lors du premier vol du Potez Heinkel.

À partir de 1952, Potez peut se permettre de reprendre des études d'avion avec le Potez 75 (avion d'attaque au sol). La société est renommée en Société des avions et moteurs Henry Potez puis, en 1955, elle fusionne avec la SEMAP pour devenir les Établissements Henry Potez.
Après les revers du Potez 75 (dont la commande de 115 exemplaires est annulée en 1957 en raison de restrictions budgétaires), Henry Potez mise tout sur le Potez 840 (avion civil court-courrier à quatre turbopropulseurs) pour retrouver son statut d'avant-guerre avec un avion à son nom. Le groupe Potez se développe alors en rachetant Air-Fouga en 1957 (renommée en Potez Air-Fouga) qui produit en grande série le Fouga Magister. Ce rachat lui permet notamment de disposer d'un bureau d'études et de capacité de production supplémentaires.
Bien que techniquement réussi, le Potez-840 (dont le premier exemplaire vole en avril 1961) est un échec commercial. Trop lent pour l'aviation d'affaire (par rapport à un biréacteur) et d'une trop faible capacité pour l'aviation commerciale (qui, à performances équivalentes, préfère les bimoteurs, moins coûteux), le Po-840 ne répond pas à la demande des clients. D'autre part la décision de développer le Potez 840 sans le soutien de l'État (qui a choisi le MH.250 Super Broussard de Max Holste) représente un coût et un risque important.
Lorsqu'en septembre 1961, la société américaine Turbo-Flight s'engage à commander 120 appareils (24 par an), l'entreprise fait face à un manque de capacité : les usines Potez (occupées par la production du Fouga Magister) ne peuvent assurer la production en série du Potez 840. Plutôt que de sous-traiter, Potez choisit en novembre 1961 de créer une usine en Irlande (à Baldonnel) avec un important soutien financier du gouvernement local. En novembre 1962, Henry Potez reprend également la gérance de Morane-Saulnier (alors en faillite) pour lui confier les voilures du P-840.

En l'absence de commande significative, Potez retarde la fabrication de l'outillage nécessaire à la fabrication en série (ce qui dissuade d'autant plus les clients potentiels). Par ailleurs, la création de l'usine irlandaise lui aliène le gouvernement français qui ne souhaite pas faciliter la création d'une industrie aéronautique étrangère au détriment des usines du pays. 

### Démantèlement du groupe
Les difficultés s'acculent à partir de la fin 1963 : les 3 bureaux d'études (Potez, Fouga, Morane-Saulnier) se retrouvent à l'arrêt. Dès 1964, l'usine de Tarbes (SEEMS) manque de travail (le personnel est passé de 1238 à 890 salariés en 2 ans) : elle est revendue à Sud-Aviation en 1965. Enfin, la baisse du plan de charge liée à la fin prochaine du Fouga Magister et à l'absence de successeur crédible menace la survie de l'entreprise.
En avril 1967, dans un contexte de concentration des entreprises aéronautiques, Sud-Aviation reprend les bureaux et usines de Toulouse. Les départements moteur & chauffage deviennent Potez-Industrie ; l'usine d'Aire-sur-l'Adour (ex-Fouga) qui n'a pas été reprise devient Potez-Aéronautique. Les sociétés irlandaises Potez Industry of Ireland et Potez Aerospace Ltd à Baldonnel ferment dans la même période (sans avoir produit un seul avion).
Potez-Industrie ferme le département chauffage en juillet 1970 et vend en 1971 le département moteur (usine d'Argenteuil) à Dassault.
Seule entreprise survivante, Potez-Aéronautique est spécialisé dans la fabrication de pièces primaires et l'assemblage de sous-ensembles pour le civil (80 %) et le militaire (20 %). Roland Potez, petit-fils du fondateur, en est le président depuis 1981. La société dispose, outre son site d'Aire-sur-l'Adour, d'un bureau d'études à Blagnac et, depuis 2016, d'un site à proximité de l’aéroport de Séville.

## Avions
Certains aspects des volumes de production et de la numérotation des avions Potez sont méconnus, à la suite de la disparition du registre de sortie d'usine et d'une partie des archives des bureaux d'études. Les caractéristiques d'un même avion peuvent varier entre prototype et machine de série, selon les essais effectués par le constructeur (avion préparé et poussé sans ménagement) ou les services d'État (équipement de bord complet et essais selon des conditions de service courant).
- Potez VII, série
- Potez VIII, série
- Potez IX, série
- Potez X, prototype
- Potez XI CAp 2, prototype
- Potez XII, prototype
- Potez XIV, projet
- Potez XV, série
- Potez XVI, prototype
- Potez HO 2, prototype
- Potez 17 postal, série
- Potez XVIII, ex X B, prototype
- Potez XIX Bn 2, ex X C, prototype
- Potez XX, projet
- Potez XXI, projet
- Potez XXII, prototype
- Potez 23, prototype
- Potez 24 A2, prototype
- Potez 25, série
- Potez 26 C1, prototype
- Potez 27 (XXVII), série
- Potez 28, prototype
- Potez 29, série
- Potez 30, projet
- Potez 31, prototype
- Potez 32, série
- Potez 33, série
- Potez 34, prototype
- Potez 35, prototype
- Potez 36, série
- Potez 37 R2, prototype
- Potez 38, prototype
- Potez 39, série
- Potez 40, 400, 401, 402 et 403, prototype
- Potez 41, 410 BN5, prototype
- Potez 42, prototype
- Potez 43, série
- Potez 44, projet
- Potez 45, 450, Potez 452 et 453, série
- Potez 46, projet
- Potez 47, projet
- Potez 48, projet
- Potez 49, prototype
- Potez 50, prototype
- Potez 51, prototype
- Potez 52, projet
- Potez 53, 532 et 533, prototype,
- Potez 540 et Potez 540 M4, série
- Potez 56, série
- Potez 57, projet
- Potez 58, série
- Potez 59, projet
- Potez 60, série
- Potez 61, projet
- Potez 62, série
- Potez 63, Potez 630 et Potez 633, série
- Potez 64, projet
- Potez 65, série
- Potez 66, Potez 661 et Potez 662, prototype
- Potez 67, 670, 671 et 672, prototype
- Potez 68, projet
- Potez 70, 70 BA2, 702 B3, 702 Be3, 703 A3 et 705 B3, prototype
- Potez 75, prototype
- Potez 84, Potez 840, 841 et 842, série
- Potez 90, prototype
- Potez 91, prototype
- Potez 92, projet
- Potez 94, prototype
- Potez-CAMS 141, prototype
- Potez-CAMS 161, prototype
- Potez-CAMS 170, prototype
- Potez-CAMS 180, prototype
- Potez 220, prototype
- Potez 230, prototype

Sources :
- Coroller et Ledet 2008, p. 5
- Jacques Gambu 1961, p. 93, 95, 97

## Moteurs
- Potez 4D
- Potez 4E
- Potez 6D
- Potez 8D
- Potez 9B
- Potez 12D